# Interleukina 17
Interleukina 17, IL 17 – jest wytwarzana przez zaktywowane limfocyty T i wspomaga odpowiedź przeciw bakteriom zewnątrzkomórkowym. 
Pobudza komórki nabłonkowe, śródbłonkowe, fibroblasty oraz makrofagi do wytwarzania innych cytokin np. interleukiny 6, interleukiny 8, TNF i G-CSF.
Współdziała z innymi cytokinami, wzmagając wydzielanie GM-CSF. Działa na dojrzewanie komórek dendrytycznych.
Dzieli się na kilka podtypów opisanych literkami alfabetu od A do F. Podtyp E został przemianowany do interleukiny 25. Niektóre podtypy odgrywają niekorzystną rolę w patogenezie takich schorzeń jak: reumatoidalne zapalenie stawów, łuszczyca, stwardnienie rozsiane oraz innych chorób zapalnych.